# Stolin
Stolin (belarussisch Столін; russisch Столин; polnisch Stolin) ist eine Stadt in der Oblast Brest in Belarus in der Breszkaja Woblasz; sie ist der Verwaltungssitz des Rajon Stolin. Im Jahr 2012 hatte sie 12.353 Einwohner.

## Geographie
Stolin, 15 Kilometer von der im Süden verlaufenden Grenze zur Ukraine entfernt, liegt im Herzen der Landschaft Polesien am Ufer des Flusses Horyn, an der Kreuzung zweier wichtiger Straßenverbindungen, nach Pinsk im Nordwesten (50 Kilometer entfernt) und nach Turau im Osten.
Brest liegt 219 km westlich.

## Geschichte
Neuere archäologische Erkenntnisse legen nahe, dass das Gebiet des heutigen Stolin seit dem 12. Jahrhundert besiedelt war. Die erste Erwähnung Stolins stammt aus dem Jahr 1555.
Als im Jahr 1986 im 230 Kilometer entfernten Tschernobyl der dortige Atomreaktor außer Kontrolle geriet, war auch Stolin betroffen: die Stadt lag genau in der Zugrichtung der radioaktiven Wolke. Die Folgen waren und sind steigende Krebsraten, Zunahme weiterer Krankheiten, Einrichtung von Sperrgebieten, die mehr als 25 Jahre später teilweise noch bestehen.
| Jahr      | 1897  | 1921  | 1939  | 1959  | 1970  | 1979  | 1989   | 1999   | 2013   |
| --------- | ----- | ----- | ----- | ----- | ----- | ----- | ------ | ------ | ------ |
| Einwohner | 3.300 | 4.763 | 8.000 | 5.793 | 7.068 | 8.718 | 10.486 | 12.000 | 12.769 |

## Sehenswürdigkeiten
- Große Synagoge, erbaut von 1790 bis 1793

## Städtepartnerschaft
Stolin ist seit 1993 Partnerstadt von Homberg (Efze) in Hessen.

## Persönlichkeiten
- Israel von Stolin (geb. 1869 als Israel Perlow in Stolin; gest. 1921 in Bad Nauheim), chassidischer Rabbiner und Mystiker

## Nachweise
1. ↑  ab 1979 World Gazetteer: Stolin (Seite nicht mehr abrufbar, festgestellt im April 2024. Suche in Webarchiven) und citypopulation 2013: Schätzung